# Adaptador (informática)

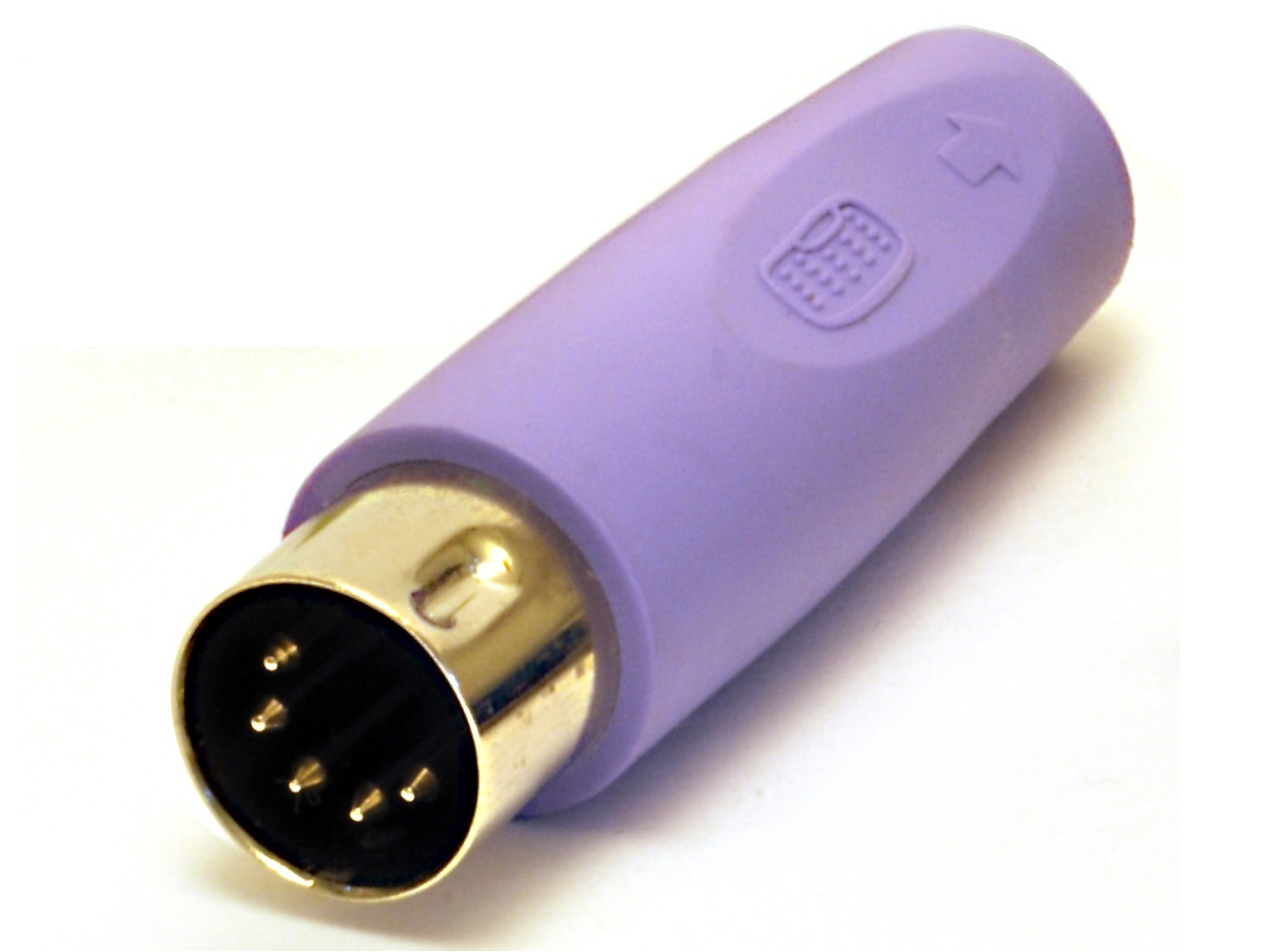
Adaptador de DIN macho a PS/2

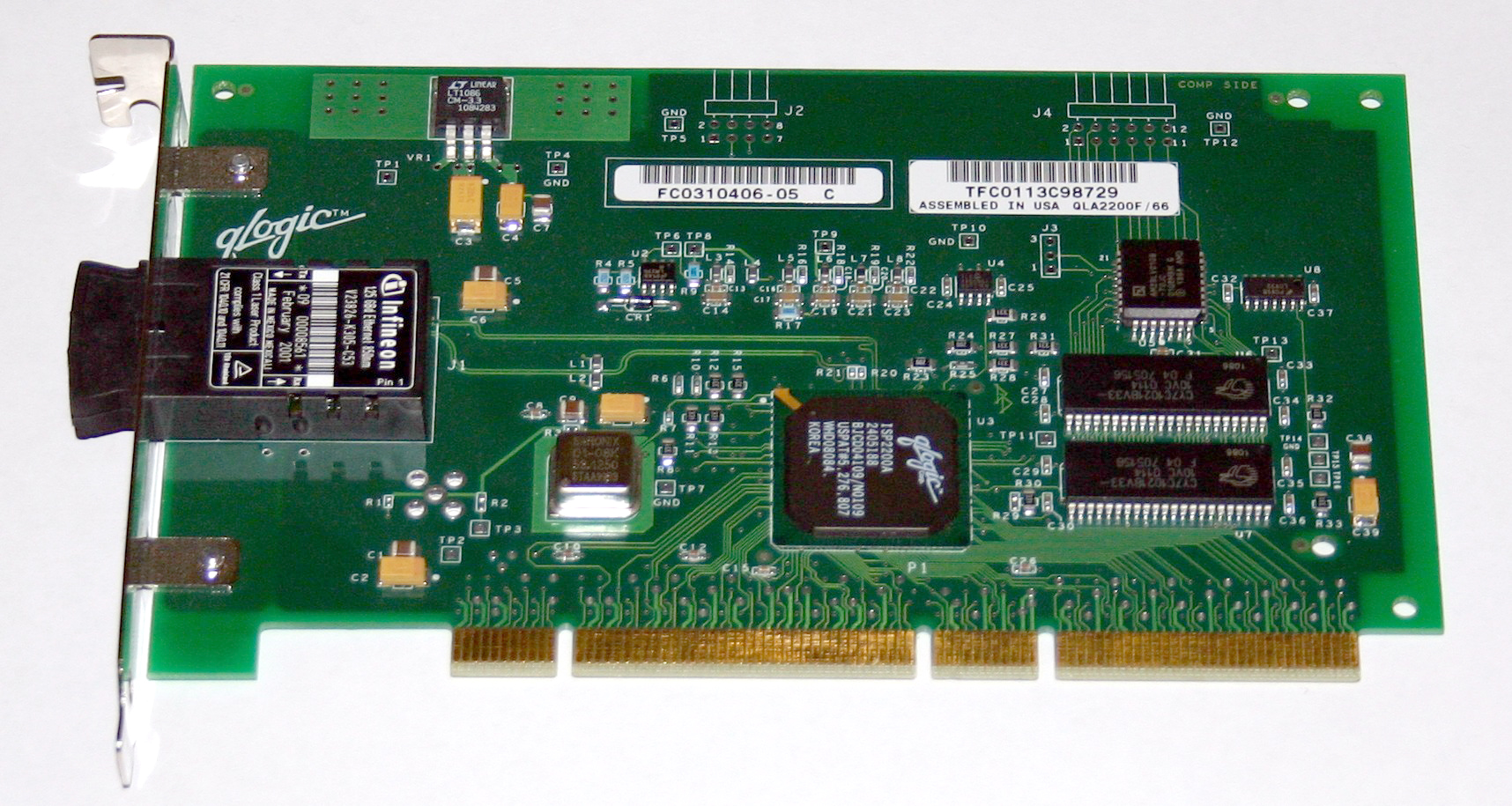
Un adaptador de bus de host Fibre Channel

En informática, un adaptador es un dispositivo en el que se interconecta un hardware o un componente de software, convirtiendo datos transmitidos en un formato a otro. El formato de datos puede ser, por ejemplo, un mensaje enviado entre objetos en una aplicación, o un paquete enviado a través de una red de comunicaciones.

## Adaptadores de hardware
En las computadoras personales modernas, casi todos los dispositivos periféricos usan un adaptador para comunicarse con el bus del sistema, por ejemplo:
- Adaptador de vídeo, usado para transmitir la señal al monitor.
- Adaptadores Universal Serial Bus (USB) para impresoras, teclados y ratones, entre otros.
- Adaptador de red necesario para conectarse a una red de comunicaciones.
- Adaptador de host, para conectar discos duros u otros dispositivos de almacenamiento.

El concepto de adaptador no debe confundirse con el de tarjeta de expansión. Aunque cada tarjeta de expansión típicamente implementa algún tipo de adaptador, muchos otros adaptadores se incluyen directamente en la placa base de los PC modernos.

## Adaptadores de recursos
Los adaptadores de recursos se usan para recuperar datos.[cita requerida] Proporcionan acceso a bases de datos, ficheros, sistemas de mensajes, aplicaciones de empresa y otras fuentes de datos y objetivos.
Cada adaptador incluye un conjunto de comando que pueden usarse para adaptar su funcionamiento. Los comandos del adaptador especifican diferentes colas y gestores de colas, especifican mensajes por identificadores de mensaje, especifican conjuntos de mensajes con el mismo identificador de mensaje, descriptores de mensaje en los datos y mucho más.
Los adaptadores de recursos responden las preguntas "¿De dónde deben venir los datos? y ¿Dónde deben ir los datos?".
Los adaptadores de recursos proporcionados con muchos productos de integración permiten la transformación de los datos y reconocimiento de comportamiento específico del adaptador en distintos sistemas y estructuras de datos.
Un adaptador software es un tipo de software que se localiza lógicamente entre otros componentes software y transforma los mensajes entre ellos para que puedan comunicarse.
En programación, el patrón de diseño adapter (a menudo referido como el patrón envoltorio o simplemente envoltorio) es un patrón de diseño para adaptar una interfaz de una clase en otra interfaz que espera un cliente.